# Grande-Bretagne aux Jeux olympiques d'été de 1932
La Grande-Bretagne participe aux Jeux olympiques d'été de 1932 qui se déroulent du 30 juillet au 14 août 1932  à Los Angeles aux États-Unis. Il s'agit de sa neuvième participation à des Jeux d'été. Le porte-drapeau de la délégation britannique lors des cérémonies d'ouverture et de clôture de ces Jeux qui ont lieu au sein du Los Angeles Memorial Coliseum est David Burghley.

## Médailles
| Médaille                            | Nom                                                           | Sport      | Compétition                     |
| ----------------------------------- | ------------------------------------------------------------- | ---------- | ------------------------------- |
| Médaille d'or, Jeux olympiques      | Thomas Green                                                  | Athlétisme | 50 km marche                    |
| Médaille d'or, Jeux olympiques      | Tommy Hampson                                                 | Athlétisme | 800 m                           |
| Médaille d'or, Jeux olympiques      | Lewis Clive Arthur Edwards                                    | Aviron     | Deux sans barreur               |
| Médaille d'or, Jeux olympiques      | John Badcock Hugh Edwards Jack Beresford Rowland George       | Aviron     | Quatre sans barreur             |
| Médaille d'argent, Jeux olympiques  | Jerry Cornes                                                  | Athlétisme | 1 500 m                         |
| Médaille d'argent, Jeux olympiques  | Samuel Ferris                                                 | Athlétisme | Marathon                        |
| Médaille d'argent, Jeux olympiques  | Thomas Evenson                                                | Athlétisme | 3 000 m steeple                 |
| Médaille d'argent, Jeux olympiques  | Crew Stoneley Tommy Hampson David Burghley Godfrey Rampling   | Athlétisme | 4 × 400 m                       |
| Médaille d'argent, Jeux olympiques  | Ernest Chambers Stanley Chambers                              | Cyclisme   | Tandem                          |
| Médaille d'argent, Jeux olympiques  | Judy Guinness                                                 | Escrime    | Fleuret individuel féminin      |
| Médaille d'argent, Jeux olympiques  | George Colin Ratsey Peter Jaffe                               | Voile      | Classe Star                     |
| Médaille de bronze, Jeux olympiques | Donald Finlay                                                 | Athlétisme | 110 m haies                     |
| Médaille de bronze, Jeux olympiques | Eileen Hiscock Gwendoline Porter Violet Webb Nellie Halstead  | Athlétisme | 4 × 100 m féminin               |
| Médaille de bronze, Jeux olympiques | Frank Southall William Harvell Charles Holland Ernest Johnson | Cyclisme   | Poursuite par équipes masculine |
| Médaille de bronze, Jeux olympiques | Elizabeth Davies                                              | Natation   | 100 m nage libre féminin        |
| Médaille de bronze, Jeux olympiques | Margaret Cooper Elizabeth Davies Edna Hughes Helen Varcoe     | Natation   | 4 × 100 m nage libre féminin    |

## Sources
- (fr) Grande-Bretagne sur le site du Comité international olympique
- (en) Bilan complet de la Grande-Bretagne sur le site olympedia.org